# دانشگاه بامیان
دانشگاه بامیان دانشگاهی دولتی در بامیان، افغانستان است. این دانشگاه در سال ۱۳۷۳ تأسیس شد و در اوایل دانشکده های طب ، ادبیات ، زراعت و ساینس فعال گردیده بود ودر زمان جنگهای داخلی مخصوصا حاکمیت اول طالبان فعالیت این نهاد علمی توقف گردید. در سال ۱۳۸۲ مجدد فعالیت خود را آغاز نمود. این دانشگاه ۶٬۲۹۸ دانشجو دارد که ۴۰ درصد دانشجویان دختر است. رئیس فعلی دانشگاه است.

## پیشینه
دانشگاه بامیان در سال ۱۹۹۴ (برخی منابع ۱۹۹۷) با کمک حزب وحدت اسلامی افغانستان آغاز به کار کرد. تا پیش از طالبان، ۴۰۰/۵۰۰ دانشجو و کمتر از ۴۰ استاد در این دانشگاه بودند. در سال تحصیلی ۱۳۷۶ شرایط تحصیل زنان در این دانشگاه نیز مهیا شد.
این دانشگاه در زمان حکومت طالبان تعطیل شده و ساختمانهای دانشگاه به‌عنوان قرارگاه نظامی استفاده می‌شد.

## تشکیلات
دانشگاه بامیان دارای ۳ معاون، ۷ ریاست دانشکده‌ها است.

## دانشکده‌ها
1. دانشکده زراعت
2. دانشکده اقتصاد
3. دانشکده شرعیات
4. دانشکده زمین‌شناسی
5. دانشکده علوم طبیعی
6. دانشکده تعلیم و تربیت
7. دانشکده علوم اجتماعی

### دانشکده تعلیم و تربیت
دانشکده تعلیم و تربیه در سال ۱۳۷۵ تأسیس گردید و در سال ۱۳۸۳ فعال گردید. پوهنوال محمد الله معتمد رئیس این دانشکده است. این دانشکده دارای ۳۷ کادر علمی در دیپارتمنت‌های ادبیات دری، ادبیات انگلیسی، ادبیات پشتو، روان‌شناسی، پیداگوژی، مدیریت آموزشی، علوم اسلامی و دانش رایانه (کامپیوتر ساینس) است که ۶ تن شان برای تحصیلات ماستری و دکتر، خارج از کشور هستند. کادر علمی این دانشکده ۳ پوهنمل، ۱۵ پوهنیار، ۱۷ پوهیالی و ۲ نامزد پوهیالی دارد. این دانشکده ۹۴۸ دانشجو دارد که ۳۳۶ تن شان پسر و ۶۱۲ تن شان دختر می‌باشند. سیستم تحصیلی این دانشکده از سال ۱۳۸۴ بدینسو، کریدیتی می‌باشد.

### دانشکده زراعت
دانشکده زراعت در سال ۱۳۷۵ تأسیس گردید و دوباره در سال ۱۳۸۳ فعال گردید و پوهنمل عبدالقیوم رضایی رئیس آن است. این دانشکده دارای ۳۵ کادر علمی در دیپارتمنت‌های اگرانومی، باغداری، علوم حیوانی، اقتصاد زراعت و جنگلات، اقتصاد منابع طبیعی، خاک‌شناسی و پاراکلینیک است که شامل ۱۷ پوهنیار، ۱۷ پوهیالی و ۱ نامزد پوهیالی می‌شود. این دانشکده ۸۴۳ دانشجو دارد که ۱۲۷ نفر آن پسر و ۱۲۲ نفر آن دختر می‌باشد.

### دانشکده زمین‌شناسی
دانشکده زمین‌شناسی در سال ۱۳۸۳ تأسیس گردید. این دانشکده دارای ۱۳ کادر علمی در دیپارتمنت‌های جیولوجی و استخراج معدن، جیودوزی، جغرافیا و مهندسی محیط زیست است که شامل ۱ پوهنمل، ۲ پوهنیار، ۶ پوهیالی و ۴ نامزد پوهیالی می‌شود. این دانشکده درسال تحصیلی 1400 دارای  ۷۱۷ دانشجو دارد که ۶۳۷ نفر آن پسر و ۸۰ نفر آن دختر می‌باشد.

### دانشکده علوم اجتماعی
دانشکده علوم اجتماعی در سال ۱۳۹۰ تأسیس گردید. این دانشکده دارای ۲۲ کادر علمی در دیپارتمنت‌های جامعه‌شناسی، تاریخ، باستان‌شناسی، توریسم و فلسفه است که شامل ۷ پوهنیار، ۱۳ پوهیالی، ۱ نامزد پوهنیار و ۲ نامزد پوهیالی می‌شود. این دانشکده ۱۱۵۰ دانشجو دارد که ۸۴۷ نفر آن پسر و ۳۰۳ نفر آن دختر می‌باشد.

### دانشکده اقتصاد
دانشکده علوم اجتماعی در سال ۱۳۹۲ تأسیس گردید. این دانشکده دارای ۹ کادر علمی در دیپارتمنت‌های بانکداری و تجارت، اداره و مدیریت، احصاییه و کامپیوتر، و اقتصاد ملی است که شامل ۹ پوهیالی و ۳ نامزد پوهیالی می‌شود. این دانشکده ۵۶۷ دانشجو دارد که ۵۱۶ نفر آن پسر و ۵۱ نفر آن دختر می‌باشد.

### دانشکده علوم طبیعی
دانشکده علوم اجتماعی در سال ۱۳۹۳ تأسیس گردید. این دانشکده دارای ۹ کادر علمی در دیپارتمنت‌های فیزیک، ریاضی، کیمیا، و بیولوژی است که شامل ۱ پوهندوی، ۳ پوهنمل، ۸ پوهنیار و ۱۱ پوهیالی می‌شود. این دانشکده ۸۳۳ دانشجو دارد که ۶۳۴ نفر آن پسر و ۱۹۹ نفر آن دختر می‌باشد.

### دانشکده شرعیات
دانشکده شرعیات بصورت رسمی در سال ۱۳۹۶ تأسیس گردید. هرچند گام‌های اولیه برای تأسیس این دانشکده در سال ۱۳۸۹ توسط سید خلیل کوهی رئیس آن زمان دانشکده تعلیم و تربیه با ایجاد دیپارتمنت تعلیمات اسلامی در چوکات پوهنتون بامیان گذاشته شد. دانشکده شرعیات همین اکنون دارای دو دیپارتمنت تعلیمات اسلامی و فقه جعفری است. قرار است دیپارتمنت بنام ثقافت اسلامی نیز به زودی ایجاد شود. این دانشکده دارای هفت عضو کادر علمی در دو دیپارتمنت یاد شده در فوق است.

## رؤسای دانشگاه
| ش. | درجه‌علمی | رئیس دانشگاه    | شروع ختم   | مدت   |
| -- | -------- | --------------- | ---------- | ----- |
| ۱  |          | محمدکاظم تورا   | ۱۳۷۵ ۱۳۷۷  | ۲ سال |
| ۲  |          | سرور مولایی     | ۱۳۸۳ ۱۳۸۴  | ۱ سال |
| ۳  |          | محمد عارف یوسفی | ۱۳۸۵ ۱۳۸۹  | ۴ سال |
| ۴  |          | آدینه           | ۱۳۸۹ ۱۳۹۱  | ۲ سال |
| ۵  |          | سخی‌داد سلیم     | ۱۳۹۱ ۱۳۹۲  | ۱ سال |
| ۶  |          | علی‌یاور سیرت    | ۱۳۹۲ ۱۳۹۴  | ۲ سال |
| ۷  |          | معصومه خاوری    | ۱۳۹۴ ۱۳۹۷  | ۳ سال |
| ۸  |          | محمد عارف یوسفی | ۱۳۹۷ ۱۳۹۹  | ۲ سال |
| ۹  |          | محمد عزیز محبی  | ۱۳۹۹ اکنون |       |

## روئسا دانشکده‌ها
1. پوهندوی حسین علی خان عزیز رئیس دانشکده علوم طبیعی
2. پکووهندوی سید خلیل کوهی رئیس دانشکده شرعیات
3. پوهنمل رضا اکبری سرپرست دانشکده علوم اجتماعی
4. پوهنمل خیر محمد زمانی رئیس دانشکده زمین‌شناسی
5. پوهنیار محمدباقر معرفت رئیس دانشکده اقتصاد
6. پوهنمل دکتر عبدالقیوم رضای رئیس دانشکده زراعت
7. کوپوهنوال محمدالله معتمد رئیس پوهنحی تعلیم وتربیه